# Чедраско
Чедраско (італ. Cedrasco) — муніципалітет в Італії, у регіоні Ломбардія,  провінція Сондріо.
Чедраско розташоване на відстані близько 520 км на північний захід від Рима, 90 км на північний схід від Мілана, 8 км на захід від Сондріо.
Населення — 471 особа (2014).

## Демографія
Населення за роками:

Станом на 1 січня 2023 року в муніципалітеті офіційно проживав 21 іноземець з 10 країн, серед них 6 громадян країн Євросоюзу та 2 громадяни України.

## Сусідні муніципалітети
- Бербенно-ді-Вальтелліна
- Кайоло
- Фопполо
- Фузіне
- Посталезіо